# Zakia Hussein
Zakia Hussein (tiếng Somalia: Zakiya Xuseen, tiếng Ả Rập: زكية حسين), còn được gọi là Zakia Hussein Ahmed, là một chính trị gia người Somalia. Cô là Tổng thư ký của Đảng Hanoolaato, một nhóm vận động thanh niên Somalia. Vào tháng 6 năm 2014, cô được bổ nhiệm làm Giám đốc Chính sách Cộng đồng mới tại Lực lượng Cảnh sát Somalia. Người phụ nữ đầu tiên trong nhiều năm giữ vị trí cấp cao trong SPF, cô là một đại tá và chỉ huy trưởng chính trị cộng đồng và quan hệ công chúng tại cơ quan quốc gia có trụ sở tại Mogadishu. Cô Hussein đến từ Surre of Dir Clan 